# 마이 파더
《마이 파더》(My Father)는 2007년에 개봉한 대한민국의 드라마 영화이다.

## 줄거리
다섯 살 때 미국으로 입양되었던 제임스 파커가 사형수로 복역중인 자신의 친부 황남철을 찾기 위해 한국에 오게 되면서 일어나는 사건을 주제로 했다. 1979년 미국으로 입양되었다가 2000년 당시 사형수로 복역 중이던 아버지와 극적으로 재회한 주한 미군 병사인 에런 베이츠(Aaron Bates)의 실화를 모티브로 했다.

## 캐스팅

### 주연
- 김영철 - 황남철 역
- 다니엘 헤니 - 제임스 파커 (공은철) 역

### 조연
- 안석환 - 장민호 역
- 김인권 - 카투사 신요섭 상병  역
- 최종률 - 문 신부 역
- 전국환 - 김 교도관 역
- 장유 - 박씨 역
- 손진환 - 도둑 역
- 배호근 - 형식 역
- 박경근 - 행상남 역
- 이도일 - 어린 제임스 역
- 문재원 - 젊은 황남철 역
- 권형준 - 젊은 장민호 역
- 김동하 - 성기훈 역
- 윤원석 - 카투사 경남진 일병 역
- 브라이언 더킨 - 게이브 역
- 다니엘 제임스 데이비스 - 앤드류 역
- 제임스 니프시 - 중대장 역
- 제레미 마틴 - 브라운 상사 역
- 리차드 리엘 - 존 파커 (제임스의 양아버지) 역
- 일레인 그래프 - 낸시 파커 (제임스의 양어머니) 역
- 크레이그 짐머만 - 스티브 역
- 사라 창 - 산드라 역
- 장기용 - 교도관 역

### 단역
- 이주환 - 장민호 일당 1 역
- 박성택 - 장민호 일당 2 역
- 신창수 - 진압 교도관 2 역

### 특별출연
- 최정원 - 공은주 역
- 이금희 - 여성 사회자 역